# Fujiwara no Hiroko
Fujiwara no Hiroko (藤原寛子), née en 1036 et décédée le 30 septembre 1127, aussi connue sous le nom Shijō no Miya (四条宮), est une impératrice consort du Japon. Fille ainée de Fujiwara no Yorimichi, sa mère est Fujiwara no Gishi et Fujiwara no Morozane son frère de la même mère. Elle est la consort de l'empereur Go-Reizei.

## Biographie
À l'époque, la lignée matrilinéaire est très importante dans la société noble japonaise. L'origine peu clair de Gishi, la mère de Hiroko, aurait pu la mettre dans une situation désavantageuse, mais c'est une fille très attendue pour son père. Surtout après la mort prématurée de sa sœur adoptée Fujiwara no Genshi en 1039, Yorimichi attend de Hiroko pour qu'elle donne naissance à un prince impérial, aussi l'envoie-t-il à la cour de l'empereur Go-Reizei en 1050. Un an plus tad, en 1051, elle devient kōgō. Normalement, l'épouse impériale en titre la princesse Shōshi devrait occuper la situation, mais Shōshi reste de son plein gré dans la position de chūgū. Avec la puissante protection de son père, Hiroko maintient un palais tapageur et organise des concours de poésie.
Cependant, malgré les grandes attentes de son père et l'affection de l'empereur, Hiroko se révèle incapable d'avoir des enfants. En 1068, Fujiwara no Kanshi devient kōgō et Hiroko prend la poste de chūgū. Après la mort de l'empereur Go-Reizei la même année, Hiroko se fait bhikkhuni. Lors de ses dernières années au début du XIIe siècle, l'âge d'or du système Sekkan est révolu. Toutefois, les relations de Hiroko à ses figures centrales, dont son père Yorimichi et sa tante l'impératrice Fujiwara no Shōshi lui valent le respect de sa famille comme vestige de cette tradition.
Fujiwara no Hiroko meurt dans sa résidence secondaire de Uji en 1127, à l'âge de 92 ans.

## Source de la traduction
- (en) Cet article est partiellement ou en totalité issu de l’article de Wikipédia en anglais intitulé « Fujiwara no Hiroko » (voir la liste des auteurs).